# Campionato italiano di hockey su ghiaccio 2006-2007

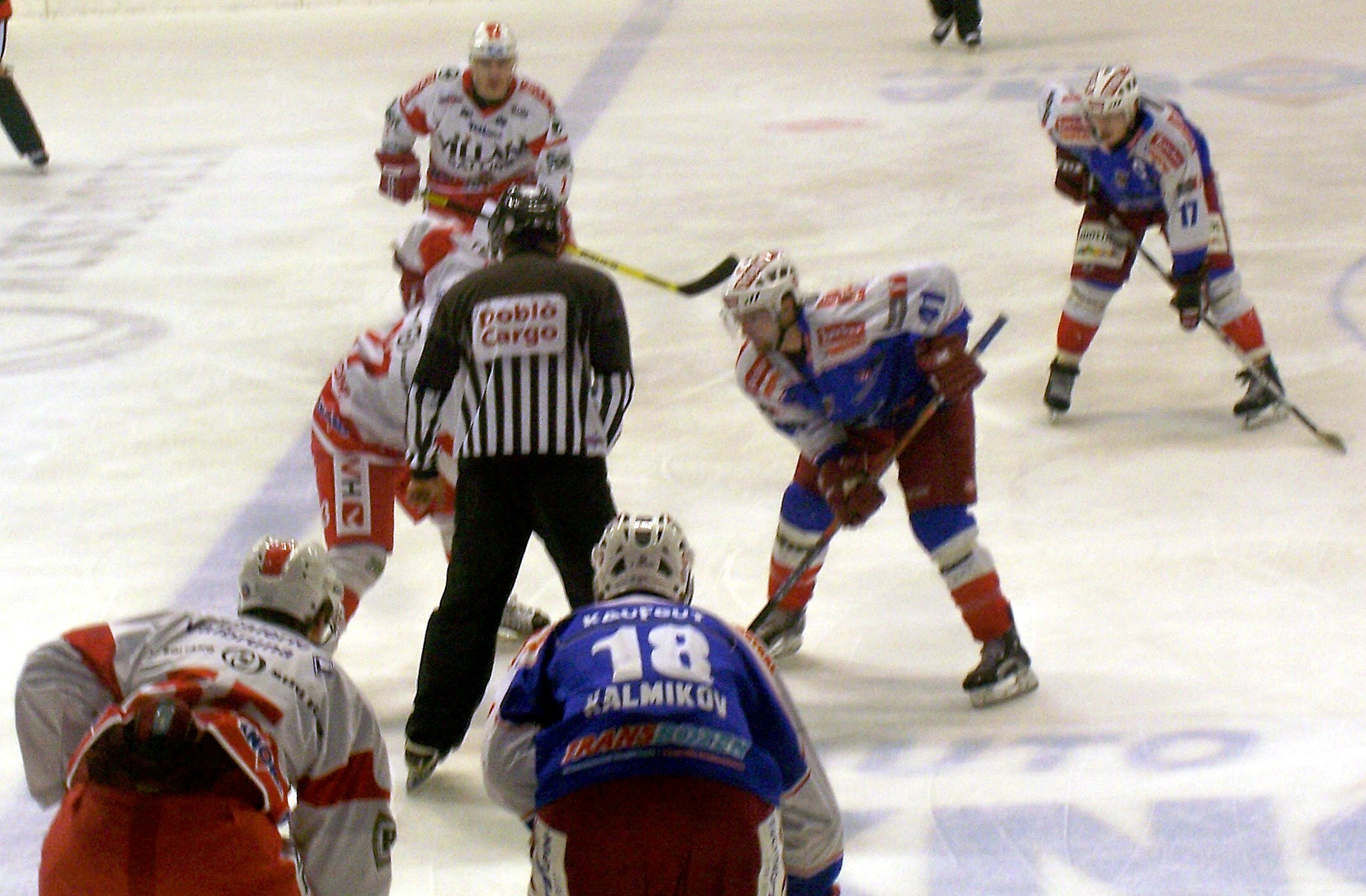
Ingaggio nell'incontro fra HC Bolzano e SV Renon del 30 dicembre 2006

Il Campionato italiano di hockey su ghiaccio 2006-07 viene organizzato come di consueto dalla FISG. È suddiviso, a livello nazionale, in serie A, serie A2 e serie C Under 26, cui va aggiunta la Serie C Interregionale.

## Serie A

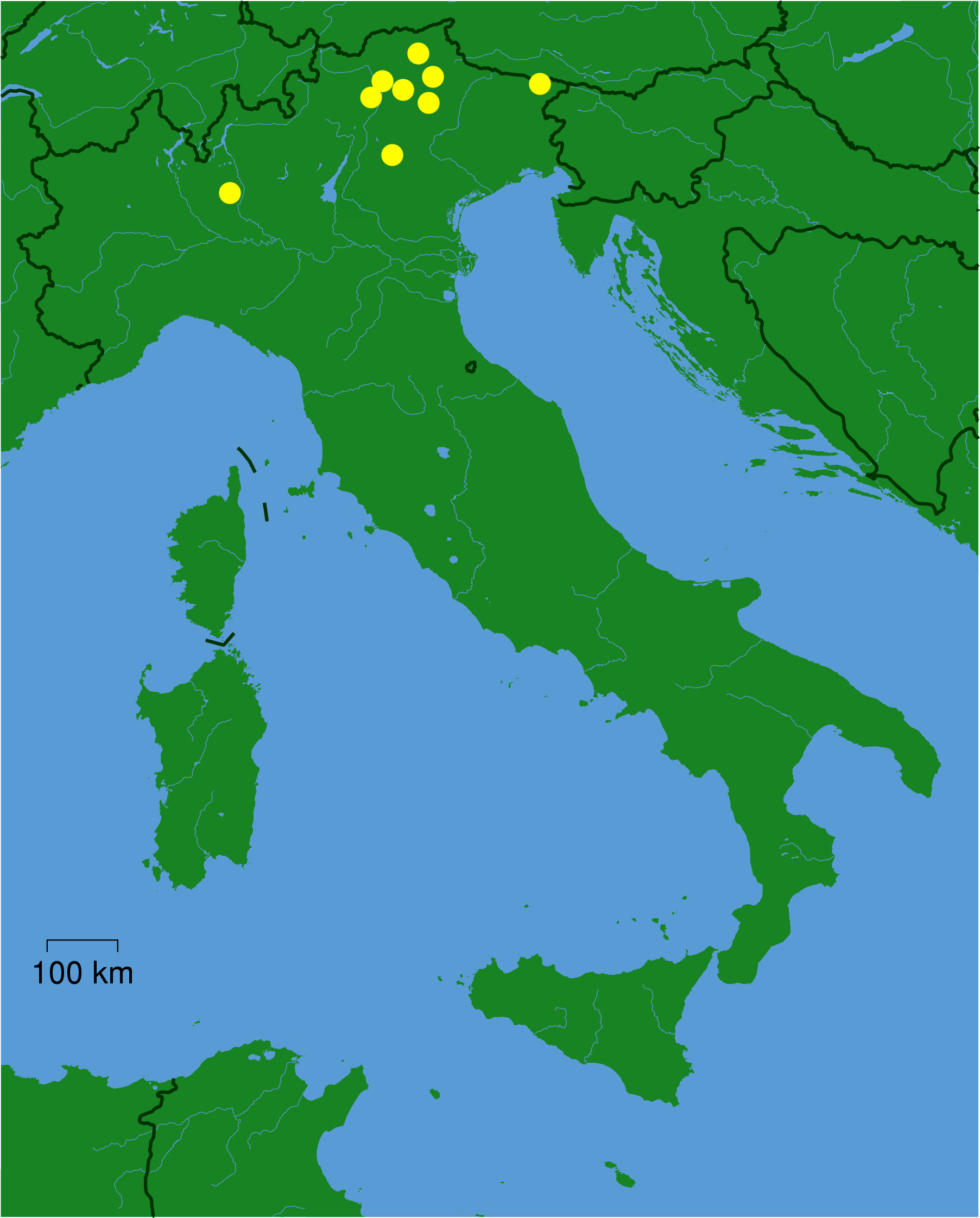
Le città delle nove formazioni di serie A

Una squadra in più rispetto all'anno precedente è iscritta al campionato, il neopromosso FVG Aquile Pontebba all'esordio assoluto in massima serie.
Le squadre al via: Alleghe HC, Asiago Hockey AS, HC Bolzano, SG Cortina, SHC Fassa, HCJ Milano Vipers, SG Pontebba, Renon Ritten Sport Hockey e HC Valpusteria.
A differenza dell'ultima stagione, è previsto un doppio (e non più triplo) girone di andata e ritorno, al termine del quale le prime quattro classificate accedono al girone A di qualificazione, le altre cinque al girone B.
Al termine della qualificazione, le prime due squadre del girone A accedono alle semifinali, mentre le altre due saranno teste di serie nei quarti di finale contro le prime due classificate del girone B. Tutte le fasi dei play-off saranno giocate al meglio delle cinque gare.
Un cambiamento anche nel numero di stranieri: ogni società potrà tesserarne nove, ma schierarne al massimo sette. Per favorire l'inserimento dei giovani, gli under 23 inseriti nei farm team (Future Bolzano per l'HC Bolzano, All Stars Piemonte per il Cortina, Gherdëina per il Fassa e Valpellice per Milano) potranno giocare sia in A1 che in A2, mentre per i giocatori sopra i 23 sarà necessario attendere un turno per fare il salto di categoria.

### Prima Fase

#### Primo girone
|                   |                  |                  |                  |                  |                  |                  |                  |                  |                  |
| Teams             | Alleghe          | Asiago           | Bolzano          | Cortina          | Fassa            | Milano           | Pontebba         | Renon            | Val Pusteria     |
| Alleghe HC        |                  | 4:3 (17/10/2006) | 3:0 (30/11/2006) | 4:6 (25/11/2006) | 2:2 (10/10/2006) | 3:5 (07/10/2006) | 3:2 (07/11/2006) | 3:3 (04/11/2006) | 3:2 (21/11/2006) |
| Asiago Hockey AS  | 2:5 (23/11/2006) |                  | 4:3 (28/10/2006) | 3:8 (14/10/2006) | 6:3 (03/10/2006) | 4:8 (24/10/2006) | 2:4 (10/10/2006) | 4:4 (14/11/2006) | 3:3 (04/11/2006) |
| HC Bolzano        | 8:5 (24/10/2006) | 6:0 (28/11/2006) |                  | 3:2 (18/11/2006) | 3:3 (14/11/2006) | 4:6 (31/10/2006) | 5:4 (04/11/2006) | 7:3 (23/11/2006) | 7:3 (3/10/2006)  |
| SG Cortina        | 7:4 (31/10/2006) | 3:3 (21/11/2006) | 4:4 (10/10/2006) |                  | 5:0 (28/11/2006) | 8:5 (04/11/2006) | 3:1 (17/10/2006) | 5:2 (03/10/2006) | 3:6 (07/10/2006) |
| SHC Fassa         | 0:4 (18/11/2006) | 8:0 (07/11/2006) | 6:4 (07/10/2006) | 2:2 (28/10/2006) |                  | 4:7 (17/10/2006) | 3:3 (25/11/2006) | 5:3 (21/11/2006) | 2:2 (30/11/2006) |
| HCJ Milano Vipers | 3:2 (14/11/2006) | 4:3 (25/11/2006) | 1:3 (30/11/2006) | 1:2 (02/12/2006) | 6:3 (23/11/2006) |                  | 7:1 (14/10/2006) | 4:5 (28/10/2006) | 6:4 (10/10/2006) |
| SG Pontebba       | 6:4 (03/10/2006) | 5:0 (18/11/2006) | 1:4 (02/12/2006) | 3:1 (23/11/2006) | 1:1 (24/10/2006) | 5:1 (21/11/2006) |                  | 4:4 (30/11/2006) | 5:4 (28/10/2006) |
| SV Renon          | 8:2 (02/12/2006) | 5:2 (07/10/2006) | 5:1 (17/10/2006) | 2:2 (07/11/2006) | 3:1 (14/10/2006) | 3:3 (28/11/2006) | 3:2 (31/10/2006) |                  | 2:0 (25/11/2006) |
| HC Val Pusteria   | 5:5 (14/10/2006) | 5:3 (02/12/2006) | 0:3 (07/11/2006) | 2:2 (14/11/2006) | 2:2 (31/10/2006) | 2:5 (18/11/2006) | 3:1 (28/11/2006) | 0:1 (24/10/2006) |                  |

#### Secondo girone
|                   |                  |                  |                   |                  |                  |                  |                  |                  |                  |
| Teams             | Alleghe          | Asiago           | Bolzano           | Cortina          | Fassa            | Milano           | Pontebba         | Renon            | Val Pusteria     |
| Alleghe HC        |                  | 7:1 (01/02/2007) | 1:2 (09/12/2006)  | 4:3 (23/12/2006) | 4:5 (27/01/2007) | 1:3 (06/01/2007) | 4:5 (04/01/2007) | 6:4 (13/01/2007) | 4:1 (28/12/2006) |
| Asiago Hockey AS  | 1:2 (30/12/2006) |                  | 2:3 (19/12/2006)  | 4:7 (03/02/2007) | 2:4 (09/01/2007) | 4:4 (04/01/2007) | 2:3 (06/01/2007) | 1:0 (30/01/2007) | 3:5 (27/01/2007) |
| HC Bolzano        | 6:3 (13/01/2007) | 1:5 (09/01/2007) |                   | 4:4 (05/12/2006) | 5:2 (23/12/2006) | 8:5 (03/02/2007) | 4:0 (27/01/2007) | 6:2 (30/12/2006) | 6:5 (06/02/2007) |
| SG Cortina        | 2:2 (16/01/2007) | 3:3 (02/01/2007) | 5:1 (06/01/2007)  |                  | 5:0 (19/12/2006) | 4:5 (26/12/2006) | 5:5 (30/01/2007) | 0:3 (06/02/2007) | 4:3 (30/12/2006) |
| SHC Fassa         | 2:5 (26/12/2006) | 6:4 (09/12/2006) | 4:6 (16/01/2007)  | 2:5 (13/01/2007) |                  | 2:1 (30/01/2007) | 3:4 (30/12/2006) | 3:4 (06/01/2007) | 3:3 (03/02/2007) |
| HCJ Milano Vipers | 4:2 (05/12/2006) | 1:3 (06/02/2007) | 3:3 (02/01/2007)  | 2:3 (27/01/2007) | 1:0 (28/12/2006) |                  | 5:2 (09/01/2007) | 1:1 (16/01/2007) | 4:3 (19/12/2006) |
| SG Pontebba       | 4:4 (06/02/2007) | 3:0 (05/12/2006) | 2:2 (26/12/2006)  | 4:1 (28/12/2006) | 3:6 (01/02/2007) | 3:3 (09/12/2006) |                  | 1:0 (02/01/2007) | 2:3 (16/01/2007) |
| SV Renon          | 2:3 (19/12/2006) | 8:0 (28/12/2006) | 5:3 (01/02/2007)  | 2:5 (04/01/2007) | 6:2 (05/12/2006) | 5:5 (23/12/2006) | 4:3 (03/02/2007) |                  | 4:4 (09/01/2007) |
| HC Val Pusteria   | 6:3 (30/01/2007) | 6:3 (26/12/2006) | 10:4 (04/01/2007) | 1:3 (01/02/2007) | 3:3 (02/01/2007) | 5:4 (13/01/2007) | 4:5 (23/12/2006) | 5:4 (09/12/2006) |                  |

### Seconda Fase

#### Girone A
Accedono al girone A: HC Bolzano (21 punti), SG Cortina (19), HCJ Milano Vipers (19) e Renon Hockey (18)
|                   |                  |                  |                  |                  |
| Teams             | Bolzano          | Cortina          | Milano           | Renon            |
| HC Bolzano        |                  | 0:1 (03/03/2007) | 2:4 (17/02/2007) | 6:1 (24/02/2007) |
| SG Cortina        | 5:2 (20/02/2007) |                  | 6:3 (24/02/2007) | 4:3 (17/02/2007) |
| HCJ Milano Vipers | 4:3 (27/02/2007) | 5:1 (13/02/2007) |                  | 3:8 (03/03/2007) |
| SV Renon          | 4:2 (13/02/2007) | 6:4 (27/02/2007) | 2:3 (20/02/2007) |                  |

##### Classifica
SG Cortina e HCJ Milano Vipers, qualificate alle semifinali; Renon Hockey e HC Bolzano ai quarti.

#### Girone B
Accedono al girone B: Alleghe HC (17 punti), SG Pontebba (16), HC Valpusteria (14), SHC Fassa (12), Asiago Hockey AS (6)
|                  |                  |                  |                  |                   |                  |
| Teams            | Alleghe          | Asiago           | Fassa            | Pontebba          | Val Pusteria     |
| Alleghe HC       |                  | 6:3 (13/02/2007) | 3:4 (27/02/2007) | 5:3 (03/03/2007)  | 7:4 (17/02/2007) |
| Asiago Hockey AS | 6:3 (24/02/2007) |                  | 2:4 (17/02/2007) | 5:3 (22/02/2007)  | 2:3 (03/03/2007) |
| SHC Fassa        | 4:5 (15/02/2007) | 6:0 (01/03/2007) |                  | 3:2 (24/02/2007)  | 3:3 (22/02/2007) |
| SG Pontebba      | 3:5 (20/02/2007) | 3:3 (06/03/2007) | 1:2 (13/02/2007) |                   | 2:2 (27/02/2007) |
| HC Val Pusteria  | 4:6 (01/03/2007) | 5:1 (20/02/2007) | 6:1 (06/03/2007) | 11:2 (15/02/2007) |                  |

##### Classifica
Alleghe HC e HC Val Pusteria qualificate ai play-off.

### Play-off

#### Quarti di finale
I quarti di finale vedono affrontarsi le ultime due squadre classificate nel girone A e le prime due del girone B. Serie al meglio delle 5, con il vantaggio in casa delle provenienti dal girone A.
```
Gara 1
 - 10 marzo 
2007

Renon - Val Pusteria 1-5
Bolzano - Alleghe    1-3
```

```
Gara 2
 - 13 marzo 
2007

Val Pusteria - Renon 4-5 d.r.
Alleghe - Bolzano    3-4 d.t.s.
```

```
Gara 3
 - 15 marzo 
2007

Renon - Val Pusteria 3-2 d.t.s.
Bolzano - Alleghe    3-7
```

```
Gara 4
 - 17 marzo 
2007

Val Pusteria - Renon 1-4
Alleghe - Bolzano    1-3
```

```
Gara 5
 - 20 marzo 
2007

Bolzano - Alleghe    2-3
```

#### Semifinale
Le semifinali vedono affrontarsi le prime due squadre classificate nel girone A e le due provenienti dai quarti. Serie al meglio delle 5.
```
Gara 1
 - 22 marzo 
2007

Milano - Alleghe 1-2 d.t.s.
Cortina - Renon  7-1
```

```
Gara 2
 - 24 marzo 
2007

Alleghe - Milano 0-1
Renon - Cortina  3-4
```

```
Gara 3
 - 27 marzo 
2007

Milano - Alleghe 5-3
Cortina - Renon  4-5
```

```
Gara 4
 - 29 marzo 
2007

Alleghe - Milano 3-0
Renon - Cortina  2-4
```

```
Gara 5
 - 31 marzo 
2007

Milano - Alleghe 7-2
```

#### Finale
Le finali vedono affrontarsi le due squadre che hanno vinto tre partite nelle semifinali. Vantaggio del campo alla formazione meglio classificata al termine della Regular Season. Serie al meglio delle 5.
```
Gara 1
 - 3 aprile 
2007

Cortina - Milano 5-2
```

| Marcatori: | 5:04 Nicholas Deschenes (Cor, J. K. Corupe),        | 12:46 Blake Evans (Mil, R. Savoia),                         | 22:54 Francesco Adami (Cor, F. Narcisi),                     |
|            | 30:54 Ryan Savoia (Mil, M. Strazzabosco, B. Evans), | 46:54 Nicholas Deschenes (Cor, J. K. Corupe, G. Marchetti), | 50:58 Jonathan Kenneth Corupe (Cor, N. Deschenes, M. Smith), |
|            | 59:59 Jonathan Kenneth Corupe (Cor)                 |                                                             |                                                              |

```
Gara 2
 - 5 aprile 
2007

Milano - Cortina 4-2
```

| Marcatori: | 12:38 Jonathan Kenneth Corupe (Cor, L. Da Corte, C. Wilde), | 13:10 Brett Lysak (Mil, A. Helfer, R. Savoia), | 23:24 Michele Strazzabosco (Mil, B. Lysak, R. Lehtonen), |
|            | 25:39 Giulio Scandella (Mil, B. Evans, R. Lehtonen),        | 38:19 Ryan Savoia (Mil),                       | 59:24 Enrico Chelodi (Cor, L. Ansoldi, G. Marchetti)     |

```
Gara 3
 - 7 aprile 
2007

Cortina - Milano 4-3
```

| Marcatori: | 17:11 Carl Wilde (Cor, L. Da Corte, M. Souza),         | 24:10 Michael Souza (Cor, J. K. Corupe),        | 27:22 Jonathan Kenneth Corupe (Cor, M. Souza, C. Wilde), |
|            | 27:57 Armin Helfer (Mil, M. Chitarroni, G. Scandella), | 39:09 Ryan Savoia (Mil, B. Evans, R. Christie), | 54:41 Blake Evans (Mil, D. Felicetti, C. Borgatello)     |
|            | 59:35 Nicholas Deschenes (Cor)                         |                                                 |                                                          |

```
Gara 4
 - 10 aprile 
2007

Milano - Cortina 2-3 d.t.s.
```

| Marcatori: | 24:33 Jonathan Kenneth Corupe (Cor),                           | 46:36 Brett Lysak (Mil, B. Evans, R. Savoia), | 49:35 Giorgio De Bettin (Cor, E. Chelodi, L. Ansoldi), |
|            | 53:59 Christian Borgatello (Mil, M. Chitarroni, D. Felicetti), | 62:59 Jonathan Kenneth Corupe (Cor)           |                                                        |

 La Sportivi Ghiaccio Cortina vince il suo sedicesimo scudetto, 32 anni dopo l'ultimo titolo.
Formazione Campione d'Italia:
Portieri:
- 21 - Andrea Alberti
- 1 - Jeff Maund
- 35 - Steven Lacedelli

Difensori:
- 41 - Luigi Da Corte
- 14 - Luca Zandonella
- 28 - Robert Mulick
- 31 - Giovanni Boldo
- 7 - Jeff Dwyer
- 2 - Cliff Loya
- 44 - Matt Smith
- 45 - Martin Wilde

Attaccanti:
- 9 - Giorgio De Bettin
- 12 - Francesco Adami
- 20 - Federico Adami
- 19 - Francesco Alberti
- 80 - Christian Menardi
- 8 - Enrico Chelodi
- 13 - Franco Narcisi
- 15 - Kenny Corupe
- 22 - Nick Deschenes
- 11 - Felice Giugliano
- 71 - Luca Ansoldi
- 27 - Mike Souza

Allenatore:
- Rich Gosselin

### Marcatori
La classifica marcatori viene vinta da Michael Harder dell'Alleghe HC con 86 punti, frutto di 24 reti e 62 assist. Al secondo posto Kenny Corupe (SG Cortina) con 83 (35+48); al terzo Michael Souza (Cortina) con 73 (30+43). Seguono poi Niklas Eriksson (HC Valpusteria) a 67 (13+54), e Mike Omicioli (HC Bolzano) a 63 (12+51).

## Coppa Italia
Rivoluzionata la Coppa Italia: non più un mini torneo che coinvolge le due o quattro squadre maggiori della serie A, ma una competizione lunga tutta la stagione e che coinvolge tutte le compagini di A e le sette di A2 rimaste dalla scorsa stagione.
La vincente della Coppa Italia si qualificò per la Continental Cup dell'anno successivo.
A una prima fase a gironi (quattro) è seguita - a gennaio 2007 - una final four, sempre con una fase a gironi.
La vittoria al termine dei tre tempi regolamentari vale 3 punti, che diventano 2 in caso di vittoria ai rigori (1 alla sconfitta).
Negli incontri tra squadre di A e di A2 viene limitato l'uso degli stranieri a 5.

### Gironi eliminatori

#### Girone A
Le quattro squadre del girone sono: Asiago Hockey AS, HCJ Milano Vipers, SG Pontebba e H.C. Gherdëina - Val Gardena.
Gli incontri vengono disputati a Selva di Val Gardena.
```
Prima giornata
 - 20 ottobre 
2006

Pontebba - Asiago    2-5
Gherdëina - Milano   1-3
```

```
Seconda giornata
 - 21 ottobre 
2006

Milano - Asiago      4-2
Gherdëina - Pontebba 0-5
```

```
Terza giornata
 - 22 ottobre 
2006

Pontebba - Milano    1-3
Gherdëina - Asiago   2-5
```

##### Classifica
1. Milano 9
2. Asiago 6
3. Pontebba 3
4. Gherdëina 0

#### Girone B
Le quattro squadre del girone sono: HC Bolzano, S.V. Caldaro, HC Merano e Renon Ritten Sport Hockey.
Gli incontri vengono disputati a Caldaro e Merano.
```
Prima giornata
 - 20 ottobre 
2006

a Merano

Merano - Renon    2-5

a Caldaro

Caldaro - Bolzano 3-4 d.r.
```

```
Seconda giornata
 - 21 ottobre 
2006

a Merano

Merano - Bolzano 1-2

a Caldaro

Caldaro - Renon  0-7
```

```
Terza giornata
 - 22 ottobre 
2006

a Merano

Merano - Caldaro 3-0

a Caldaro

Bolzano - Renon  2-1
```

##### Classifica
1. Bolzano 8
2. Renon 6
3. Merano 3
4. Caldaro 1

#### Girone C
Le quattro squadre del girone sono: Alleghe HC, Appiano Pirats, HC Val Pusteria e WSV Vipiteno Broncos.
Gli incontri vengono disputati ad Appiano.
```
Prima giornata
 - 20 ottobre 
2006

Vipiteno - Alleghe      1-6
Val Pusteria - Appiano  5-4
```

```
Seconda giornata
 - 21 ottobre 
2006

Val Pusteria - Vipiteno 6-4
Appiano - Alleghe       5-6
```

```
Terza giornata
 - 22 ottobre 
2006

Appiano - Vipiteno     10-1
Val Pusteria - Alleghe  2-1
```

##### Classifica
1. Val Pusteria 9
2. Alleghe 6
3. Appiano 3
4. Vipiteno 0

#### Girone D
Le quattro squadre del girone sono: SG Cortina, Egna Wild Goose, SHC Fassa e HC Valpellice.
Gli incontri vengono disputati a Torre Pellice.
```
Prima giornata
 - 20 ottobre 
2006

Egna - Cortina       6-7 d.r.
Valpellice - Fassa   5-3
```

```
Seconda giornata
 - 21 ottobre 
2006

Fassa - Egna         3-2 d.r.
Valpellice - Cortina 4-5
```

```
Terza giornata
 - 22 ottobre 
2006

Cortina - Fassa     2-3
Valpellice - Egna   5-4
```

##### Classifica
1. Valpellice 6
2. Fassa 5
3. Cortina 5
4. Egna 2

### Final Four
Si è giocata il 19, 20 e 21 gennaio 2007 al Palaonda di Bolzano. Vi presero parte HCJ Milano Vipers, HC Bolzano, HC Val Pusteria e HC Valpellice.
```
Prima giornata
 - 19 gennaio 
2007

ore 17

Val Pusteria - Milano 1-5

ore 20.30

Bolzano - Valpellice  9-6
```

```
Seconda giornata
 - 20 gennaio 
2007

ore 17

Valpellice - Milano     0-5

ore 20.30

Bolzano - Val Pusteria  3-4 d.r.
```

```
Terza giornata
 - 21 gennaio 
2007

ore 15

Val Pusteria - Valpellice 2-1 d.r.

ore 18.30

Bolzano - Milano          6-3
```

#### Classifica
1. Bolzano 7
2. Milano 6
3. Val Pusteria 4
4. Valpellice 1

 L'Hockey Club Bolzano vince la sua seconda coppa Italia.

## Supercoppa Italiana
Dopo la pausa della stagione precedente, nel 2006 torna la supercoppa italiana. Come per la coppa Italia, la formula è profondamente rinnovata. Non più una gara secca in cui si scontrano vincitore di campionato e coppa Italia (entrambi vinti dai Vipers), ma una final four, che coinvolge, oltre a Milano, il Renon Ritten Sport Hockey (vicecampione d'Italia), l'SG Cortina (vicecampione di coppa Italia e semifinalista in campionato) e l'Alleghe HC (semifinalista in campionato).
Tutti gli incontri sono giocati a Milano.

### Semifinali
```
Gara Unica
 - 30 settembre 
2006

Alleghe - Renon  3-6
Milano - Cortina 4-3 d.t.s.
```

### Finale
```
Gara Unica
 - 1º ottobre 
2006

Milano - Renon 6-2

Marcatori: Savoia (M), Tudin (R), Iannone (M), Tudin (R), Rigoni (M), Lysak (M), Chitarroni (M), Evans (M)
```

 L'Hockey Club Junior Milano Vipers vince la sua terza supercoppa italiana.

## Serie A2
Sono nove le squadre anche in A2, dato che il Pontebba promosso in A non è stato rimpiazzato, mentre lo sono state i Torino Bulls e il Settequerce, autoretrocessesi in C Under 26, rispettivamente da All Stars Piemonte e HC Future Bolzano (seconda squadra dell'HC Bolzano).
Le squadre che prendono parte al torneo sono: Appiano Pirats, HC Future Bolzano, S.V. Caldaro, Egna Wild Goose, H.C. Merano, H.C. Gherdëina - Val Gardena, All Stars Piemonte Torino, H.C. Valpellice e W.S.V. Vipiteno Broncos.
La partecipazione dell'All Stars è stata in dubbio fino all'ultimo momento a causa della mancanza di una pista adeguata: nonostante Torino abbia ospitato i XX Giochi olimpici invernali, solo un impianto, il palazzo del ghiaccio di corso Tazzoli (usato per gli allenamenti di pattinaggio di figura e short track) è utilizzabile per le gare di hockey su ghiaccio, ma il rifacimento della pista è stato terminato solo dopo l'inizio della stagione. I primi incontri casalinghi sono stati giocati a Torre Pellice.
La formula prevede un doppio girone di andata e ritorno, seguito dai play-off.

### Classifica
|    |                    |       |    |    |   |    |     |     |
|    | Teams              | Punti | PG | V  | N | P  | GF  | GS  |
| 1. | Merano             | 51    | 32 | 22 | 7 | 3  | 140 | 74  |
| 2. | Vipiteno           | 42    | 32 | 19 | 4 | 9  | 134 | 99  |
| 3. | Valpellice         | 38    | 32 | 15 | 8 | 9  | 113 | 96  |
| 4. | Appiano            | 32    | 32 | 14 | 4 | 14 | 98  | 92  |
| 5. | Gherdëina          | 31    | 32 | 13 | 5 | 14 | 109 | 109 |
| 6. | Caldaro            | 26    | 32 | 11 | 4 | 17 | 91  | 117 |
| 7. | All Stars Piemonte | 26    | 32 | 11 | 4 | 17 | 102 | 132 |
| 8. | Egna               | 24    | 32 | 10 | 4 | 18 | 96  | 116 |
| 9. | Future Bolzano     | 18    | 32 | 7  | 4 | 21 | 91  | 140 |

### Play-off

#### Quarti di finale
```
Gara 1
 - 21 febbraio 
2007

Merano - Egna         3-1
Vipiteno - All Stars  7-4
Valpellice - Caldaro  3-2
Appiano - Gherdëina   3-1
```

```
Gara 2
 - 23 febbraio 
2007

Egna - Merano         2-4
All Stars - Vipiteno  5-6
Caldaro - Valpellice  3-2
Gherdëina - Appiano   3-5
```

```
Gara 3
 - 25 febbraio 
2007

Merano - Egna         7-1
Vipiteno - All Stars  7-4
Valpellice - Caldaro  3-1
Appiano - Gherdëina   4-0
```

```
Gara 4

27 febbraio 
2007

Egna - Merano         3-5
28 febbraio 
2007

All Stars - Vipiteno  1-3
Caldaro - Valpellice  2-6
Gherdëina - Appiano   0-3
```

```
Gara 5
 - 2 marzo 
2007

Valpellice - Caldaro  8-2
```

#### Semifinali
```
Gara 1
 - 11 marzo 
2007

Merano - Appiano      5-3
Vipiteno - Valpellice 5-2
```

```
Gara 2
 - 14 marzo 
2007

Appiano - Merano      1-5
Valpellice - Vipiteno 7-1
```

```
Gara 3
 - 16 marzo 
2007

Merano - Appiano      4-0
Vipiteno - Valpellice 0-2
```

```
Gara 4
 - 18 marzo 
2007

Valpellice - Vipiteno 0-5
```

```
Gara 5
 - 21 marzo 
2007

Vipiteno - Valpellice 2-3 d.t.s.
```

#### Finale
```
Gara 1
 - 23 marzo 
2007

Merano - Valpellice 4-1
```

```
Gara 2
 - 25 marzo 
2007

Valpellice - Merano 5-3
```

```
Gara 3
 - 28 marzo 
2007

Merano - Valpellice 6-3
```

```
Gara 4
 - 30 marzo 
2007

Valpellice - Merano 3-7
```

Durante il viaggio di ritorno da Merano dopo gara 3, il presidente dell'HC Valpellice Mauro Ferrando ebbe un incidente automobilistico in cui perse la vita. Per volontà della famiglia e della società piemontese, gara 4 si è svolta nella data prevista.
L'Hockey Club Merano si aggiudica la serie A2 e viene promossa in serie A. Il 15 giugno 2007, ultimo giorno utile per l'iscrizione al campionato successivo, il Merano ha comunicato la rinuncia alla massima serie per motivi economici, preferendo restare un'altra stagione in A2
Formazione campione della serie A2:

Christian Alderucci, Massimo Ansoldi, Lukas Casaril, Steve Gallace, Massimiliano Gallo, Andreas Huber, Florian Kirchler, Mike Knight, Manuel Lopresti, Thomas Mitterer, Hannes Oberdörfer, Andreas Palla, Stefan Palla, Thomas Pirpamer, Christian Pixner, Stefano Ragno, Martin Rizzi, Adam Russo, Adrian Saul, Elia Squarzoni, Leonis Tambijevis, Christian Timpone, Daniel Told, Juha Matti Vanhanen, Lorenz Van Pföstl, Thomas Zöschg.

## Serie C Under 26
Per il terzo anno consecutivo, la serie C - Under 26 nazionale ha questa denominazione: le squadre possono infatti schierare soltanto giocatori di meno di 26 anni. Promosso in A2 l'All Stars Piemonte, le squadre iscritte sono comunque 16, sempre divise in due gironi.
- Girone A: E.V. Bozen 84, H.C. Bressanone, S.V. Caldaro, H.C. Dobbiaco-Icebears, HC Laces Val Venosta, S.S.V. Laives, S.C. Ora e S.V. Prad - Prato Stelvio.
- Girone B: Alleghe HC, Hockey Como, H.C. Feltreghiaccio, S.G. Malé Valdisole, H.C. Junior Milano, Nuovo Fiemme 97, HC Pinè, A.S. Hockey Pergine, WSG Stilfes - Stilves.

### Spareggi 9º-16º posto

#### Spareggio 9º-10º posto
```
Andata
 - 3 febbraio 
2007

Stilves - EV Bozen 5-2

Ritorno
 - 10 febbraio 
2007

EV Bozen - Stilves 5-3
```

#### Spareggio 11º-12º posto
```
Andata
 - 3 febbraio 
2007

Dobbiaco - Pergine 10-3

Ritorno
 - 10 febbraio 
2007

Pergine - Dobbiaco  9-6
```

#### Spareggio 13º-14º posto
```
Andata
 - 3 febbraio 
2007

Como - Ora 3-7

Ritorno
 - 10 febbraio 
2007

Ora - Como 3-0
```

#### Spareggio 15º-16º posto
```
Andata
 - 3 febbraio 
2007

Malè - Prad 6-8

Ritorno
 - 10 febbraio 
2007

Prad - Malè 5-0
```

### Play-off

#### Quarti di finale
```
Gara 1

3 febbraio 
2007

Bressanone - Milano           3-2
4 febbraio 
2007

Alleghe - Laives              7-2
Caldaro - Fiemme              3-4
Feltreghiaccio - Val Venosta  5-1
```

```
Gara 2

10 febbraio 
2007

Laives - Alleghe              1-4
11 febbraio 
2007

Milano - Bressanone           1-2
Val Venosta - Feltreghiaccio  6-3
Fiemme - Caldaro              2-5
```

```
Gara 3
 - 14 febbraio 
2007

Caldaro - Fiemme              5-3
Feltreghiaccio - Val Venosta  2-5
```

#### Semifinali
```
Gara 1
 - 18 febbraio 
2007

Alleghe - Bressanone  5-3
Caldaro - Val Venosta 5-2
```

```
Gara 2
 - 25 febbraio 
2007

Val Venosta - Caldaro 1-4
Bressanone - Alleghe  6-7
```

#### Finale
```
Gara 1
 - 4 marzo 
2007

Alleghe - Caldaro 4-3
```

```
Gara 2
 - 9 marzo 
2007

Caldaro - Alleghe 3-2
```

```
Gara 3
 - 16 marzo 
2007

Alleghe - Caldaro 5-0
```

L'Hockey Club Alleghe vince la Serie C Under 26.

## Serie C Interregionale
Anche la serie C Interregionale è al suo secondo anno di vita. Si tratta di un campionato organizzato dai comitati regionali di Piemonte, Lombardia, Valle d'Aosta, Emilia-Romagna e - da quest'anno - Veneto. È suddiviso in serie C1 e C2.

### Serie C1
Rispetto all'anno precedente il numero di squadre partecipanti è rimasto invariato.
Le squadre partecipanti sono: Les Aigles du Mont Blanc Courmayeur (campione in carica), A.S. Ambrosiana 98, H.C. Bergamo, Wizards Bologna H.C. (neopromossa), Falchi Boscochiesanuova, H.C. Casate 2000, H.C. Chiavenna, H.C. Pinerolo e Varese Killer Bees.
Dopo un girone di andata e ritorno, le prime quattro classificate hanno avuto accesso ai play-off. Le semifinali si sono giocate con partita di andata e ritorno (4 e 11 marzo, in caso di una vittoria per parte, avrebbe passato il turno la squadra meglio classificata al termine del girone).
La finale è giocata con partita di andata e ritorno (18 e 25 marzo, in caso di una vittoria per parte, tiri di rigore).

#### Play-off

##### Semifinali
```
Andata
 - 4 marzo 
2007

Les Aigles - Falchi 6-3
Chiavenna - Varese  6-3
```

```
Ritorno
 - 11 marzo 
2007

Falchi - Les Aigles 5-6
Varese - Chiavenna  4-7
```

##### Finale
```
Andata
 - 18 marzo 
2007

Les Aigles - Chiavenna 1-4
```

```
Ritorno
 - 25 marzo 
2007

Chiavenna - Les Aigles 4-2
```

L'Hockey Club Chiavenna si aggiudica la serie C1 Interregionale.

### Serie C2
Sei le squadre al via: Tecnochem Bergamo, HC Black Angels Milano, HC Bormio, SG Lecco, CUS Milano e Giugoma Torino.
La formula: dopo un girone di andata e ritorno, le squadre vengono divise in due gironi. Nel Girone A accedono le prime tre classificate, nel Girone B le ultime tre.
In ogni girone le squadre si affrontano in andata e ritorno.
La finale viene giocata tra le prime due classificate del Girone A.

#### Seconda Fase
Secondo quanto previsto dalla FISG i due gironi della seconda fase sarebbero dovuti essere così composti (tra parentesi i punti ereditati dal primo turno):
- Girone A: Bormio (9), CUS Milano (6), Tecnochem Bergamo (9)
- Girone B: Black Angels (3), Lecco (2), Giugoma (0)

Il Bormio, favorito per la vittoria finale, si è però ritirato per protesta nei confronti della federazione. Causa scatenante, l'ennesimo rinvio di una partita (la prima del girone, contro il Tecnochem), con la squadra già sul ghiaccio di Bergamo. La finale venne poi disputata in gara unica a Zanica tra CUS Milano e Tecnochem, dopo la disputa delle inutili, ai fini della qualificazione alla finale, gare del girone (entrambe vinte dal CUS Milano, la prima per 8-4, la seconda 5-0 a tavolino).

#### Finale
```
Gara Unica
 - 31 marzo 
2007

Bergamo - CUS Milano 2-5
```

Il CUS Milano Hockey si aggiudica la serie C2 interregionale.